# 폭스바겐 티구안
폭스바겐 티구안(Volkswagen Tiguan)은 폭스바겐의 준중형 스포츠 유틸리티 자동차다.

## 1세대(5N)

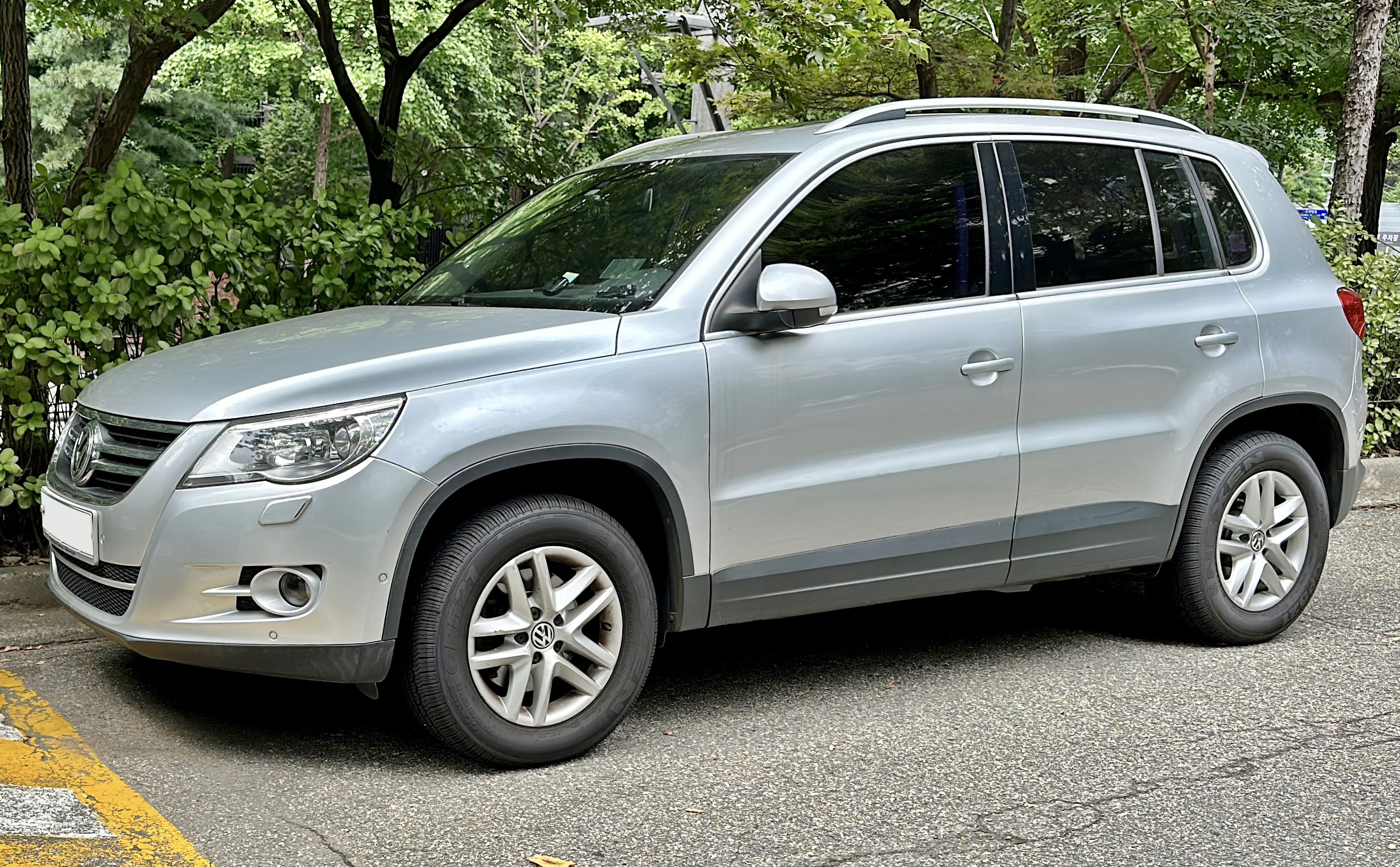
폭스바겐 티구안(전기형) 정측면

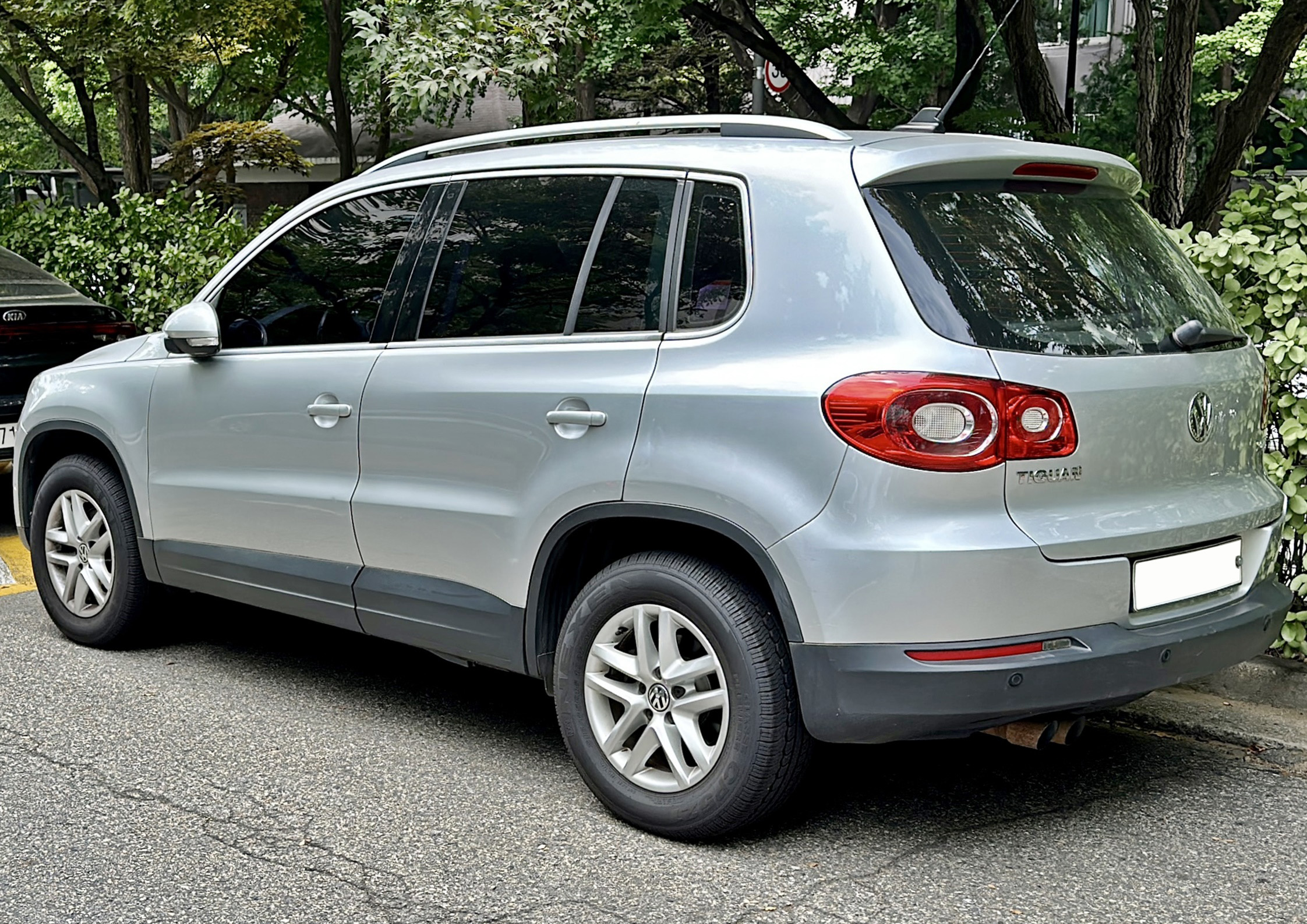
폭스바겐 티구안(전기형) 후측면

2007년에 출시된 티구안은 베이스가 되고 있는 것은 골프(5세대)다. 차명인 티구안은 호랑이(Tiger)와 이구아나(iguana)의 합성어이다. 2006년에 개최된 제네바 모터쇼에서 발표된 컨셉 A가 기원이며, 그해 11월에 개최된 LA 오토쇼에 양산형에 가까워진 티구안 컨셉트가 최초 공개되었다. 양산형은 2007년에 개최된 프랑크푸르트 모터쇼에서 공개되었다. 투아렉에 이은 폭스바겐의 두 번째 SUV로, 자사의 SUV 라인업 확장을 위해 개발된 컴팩트 SUV이다. 대한민국에는 2008년 7월 2일에 출시되었으며, 파크 어시스트 기능(자동 주차)으로 인기를 끌었다. 2011년에 페이스 리프트를 거쳤다.

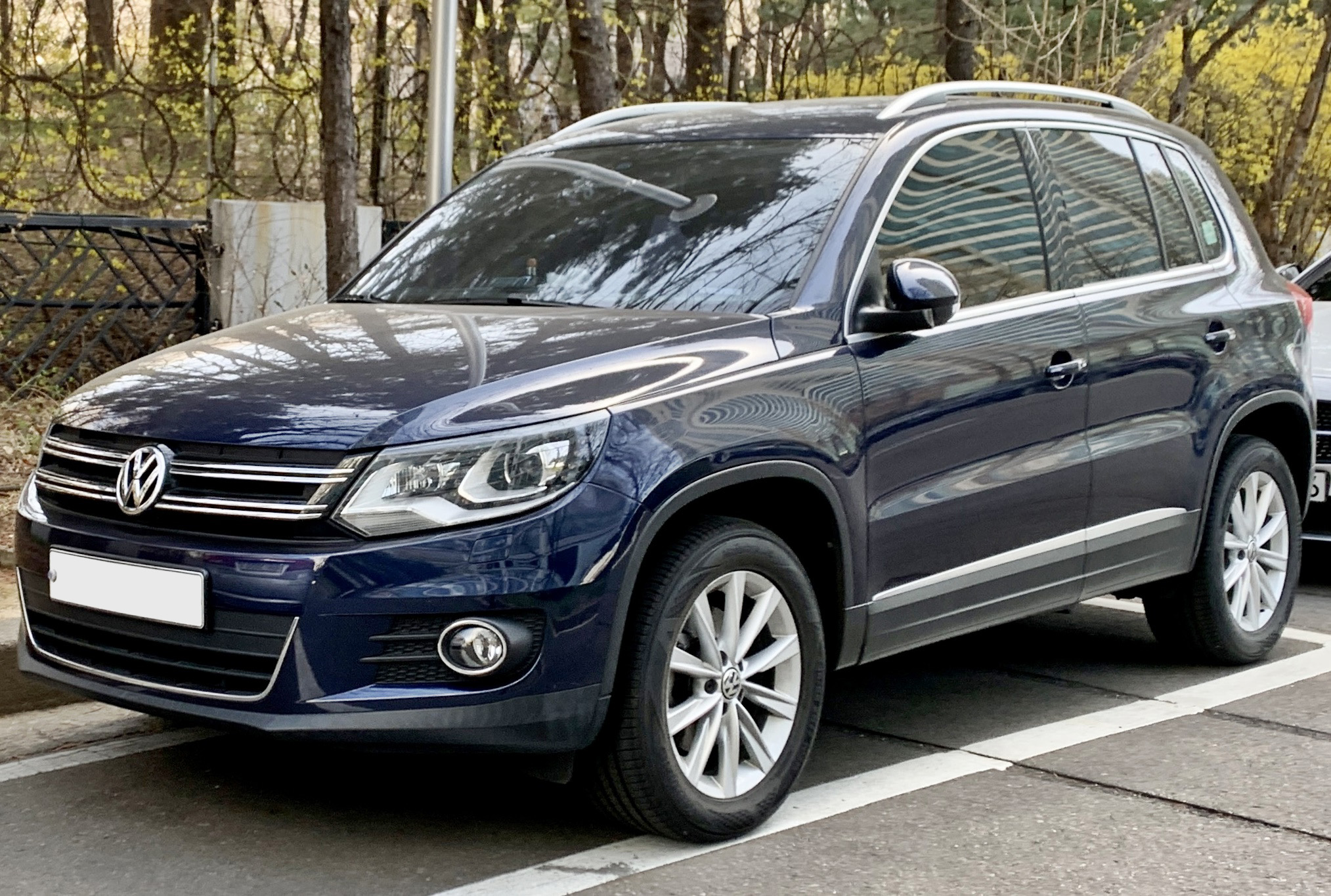
폭스바겐 티구안(후기형) 정측면
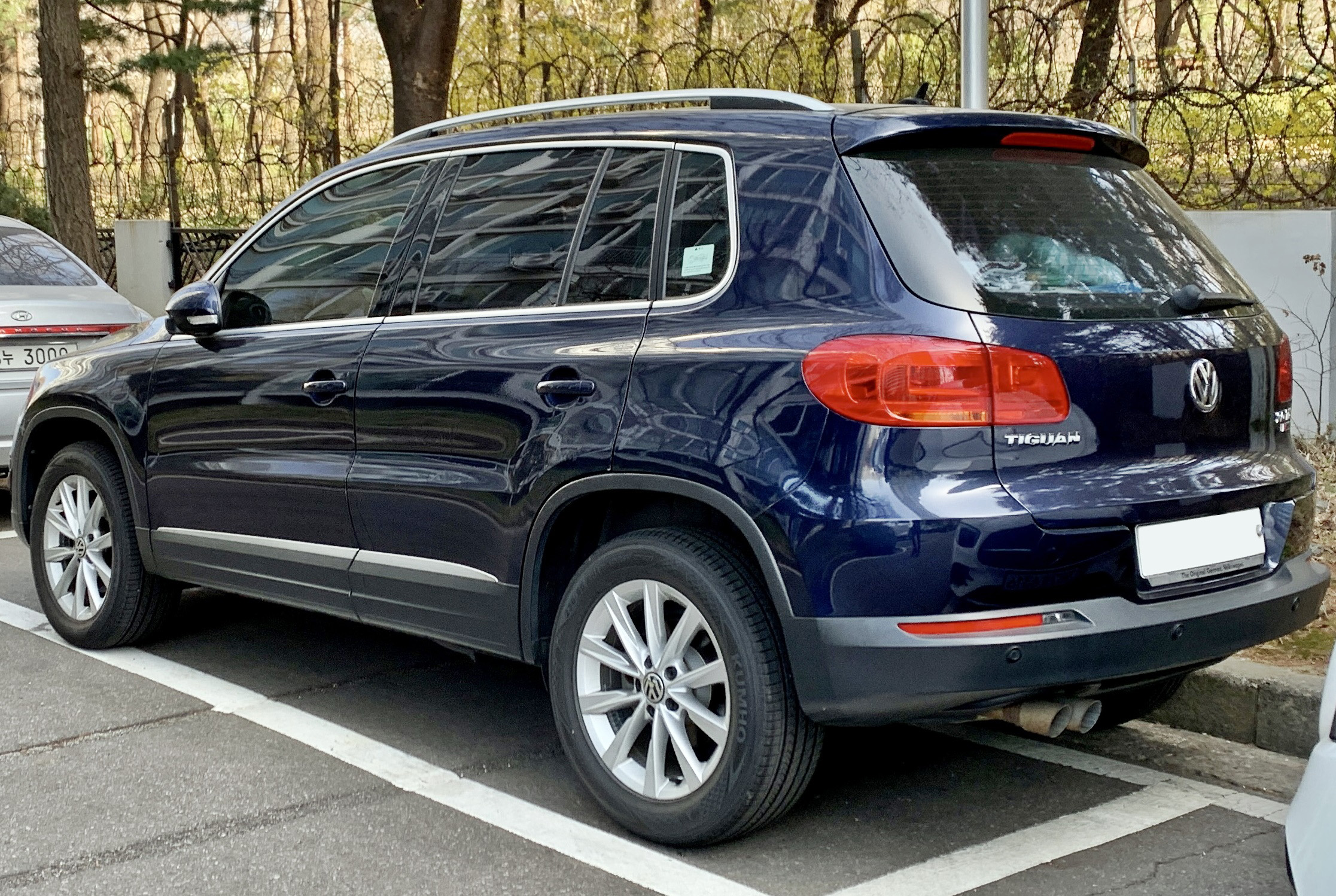
폭스바겐 티구안(후기형) 후측면

## 2세대(AD/BW)

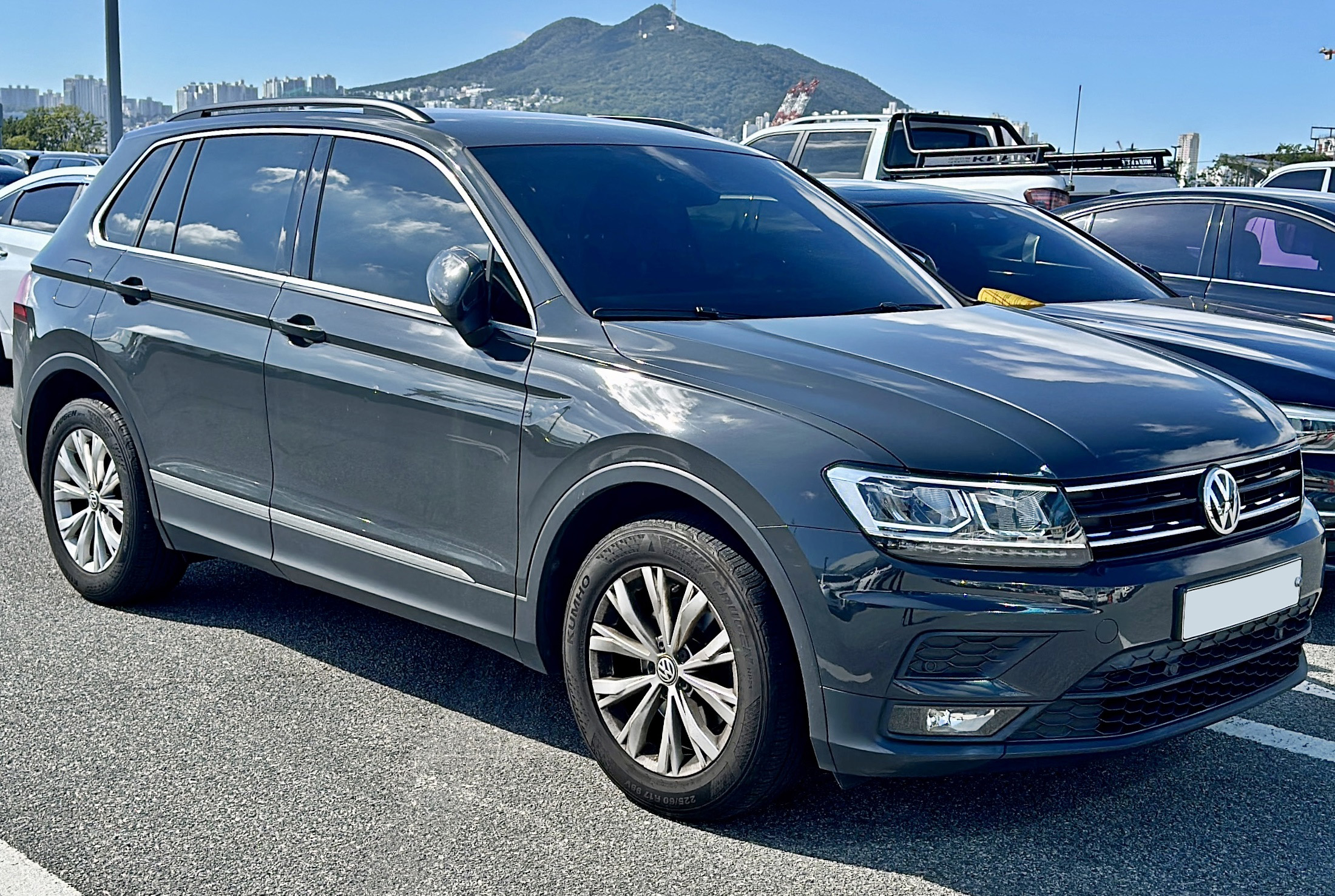
폭스바겐 티구안 정측면

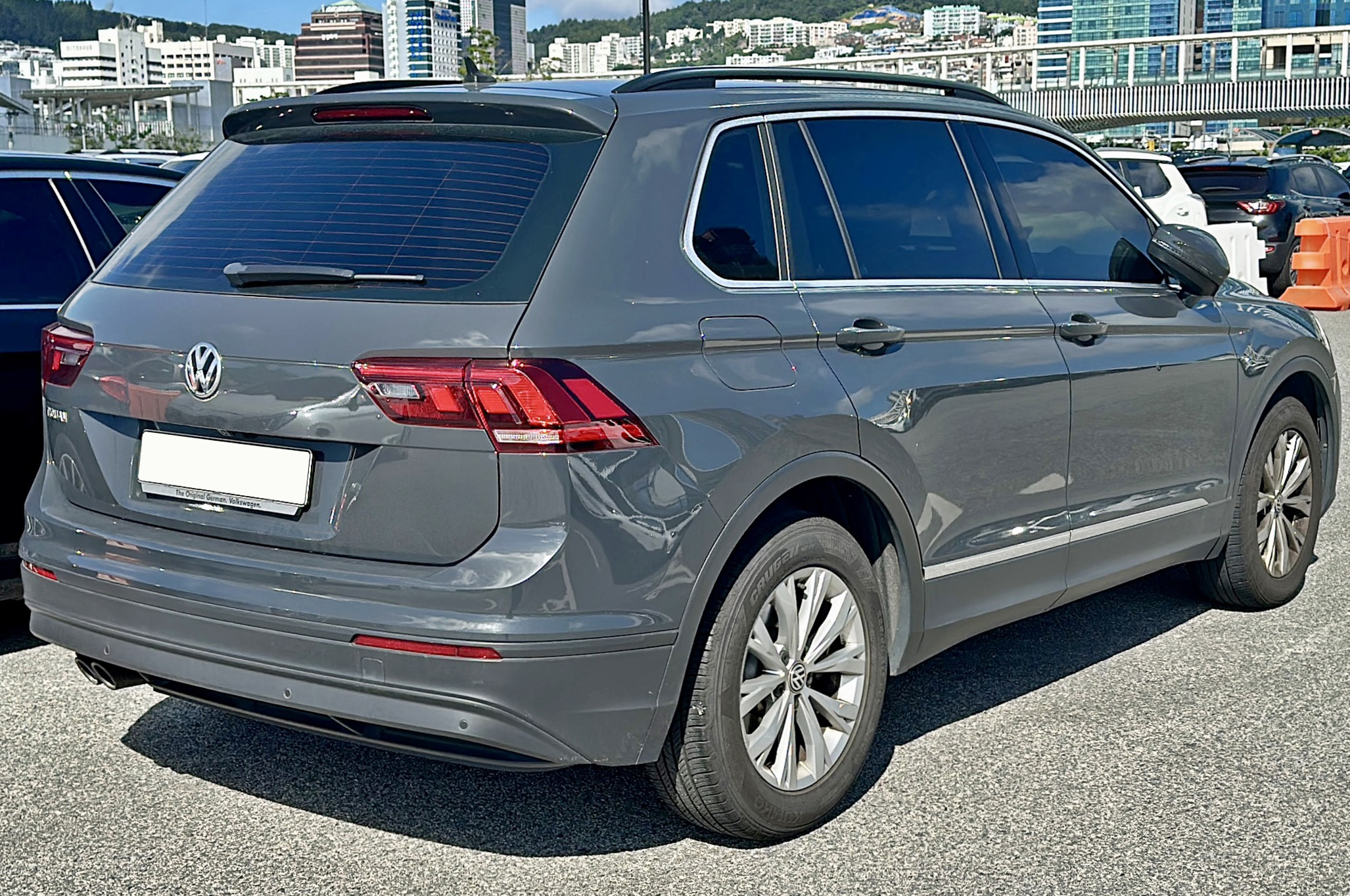
폭스바겐 티구안 후측면

2015년에 공개되었고, 같은 해 선보였다. 골프(7세대)와 플랫폼을 공유한다. 2017년에 롱바디 버전인 올스페이스가 출시되었다. 대한민국에서는 2016년 6월에 부산 국제 모터쇼를 통해 공개되었으나 폭스바겐 배기가스 조작 사태로 인해 2018년 7월에 출시되었다. 올스페이스는 원래 5인승만 들여오다 2020년에 7인승이 출시되었다. 가격은 4000만원 초반에서 중반까지이다.

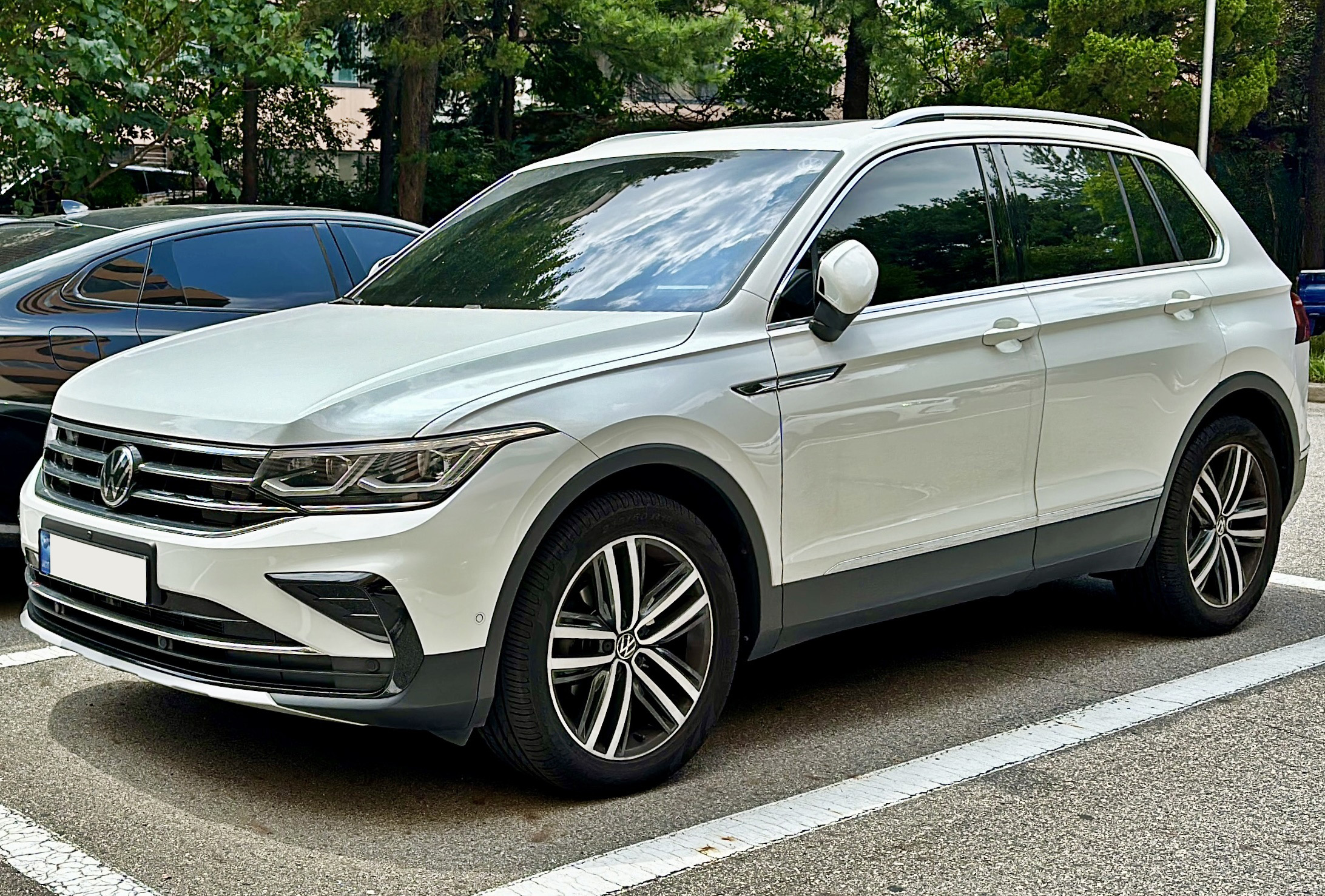
더 뉴 티구안 전측면

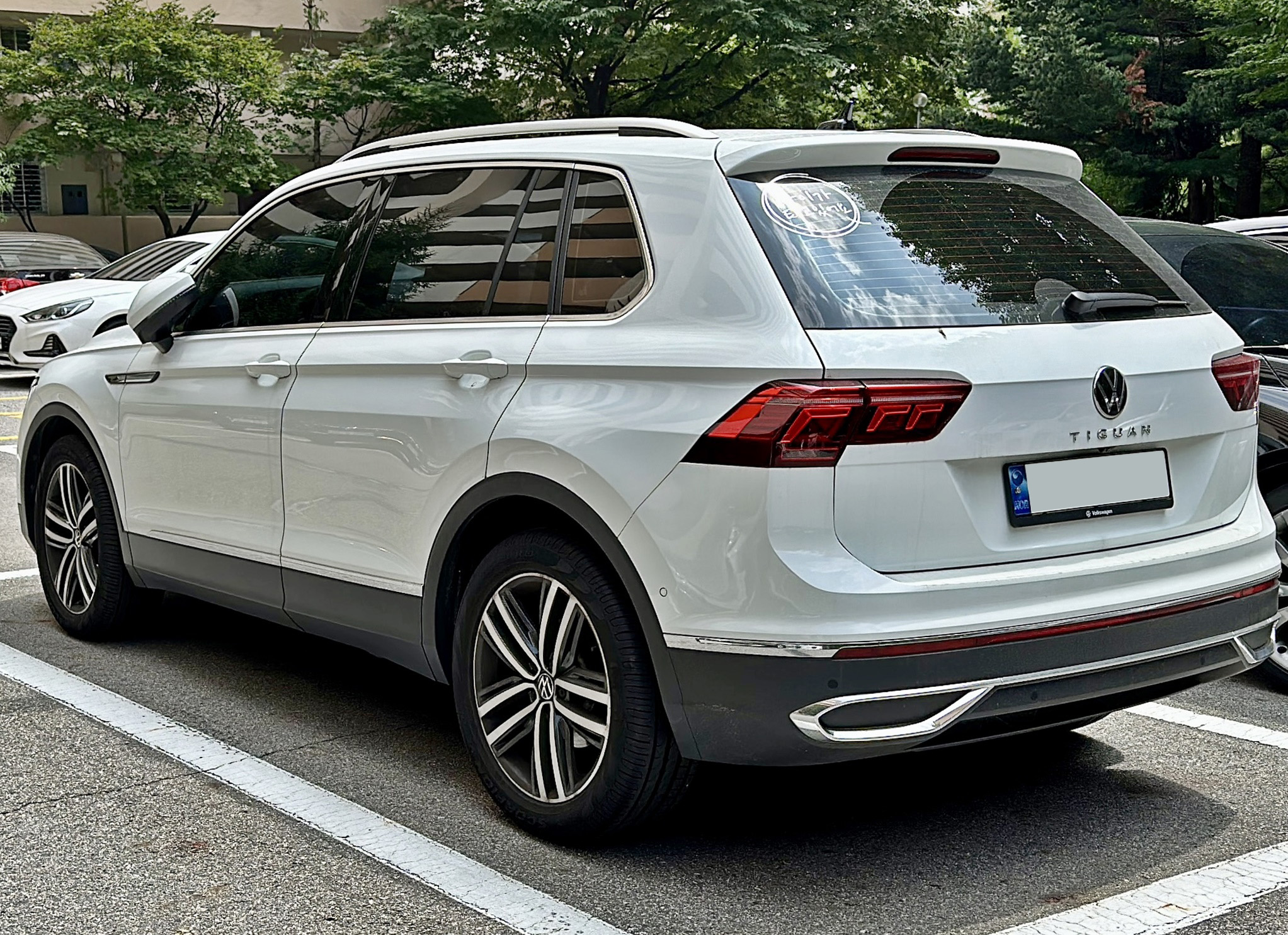
더 뉴 티구안 후측면

2020년 10월 공개된 페이스리프트 모델은 2021년 7월 한국에 출시되었다.

## 3세대
2023년 9월 19일 공개되었다. 롱바디인 올스페이스 모델은 폭스바겐 테이론으로 차명을 바꾸었다.

## 경쟁 차량
- 현대자동차 - 투싼
- 기아자동차 - 스포티지
- 쌍용자동차 - 코란도
- 혼다 - CR-V
- 닛산 - 캐시카이
- 토요타 - RAV4
- 지프 - 컴패스
- 푸조 - 3008